# Pratt & Whitney
Pratt & Whitney (P&W) és una companyia estatunidenca fabricant de motors per avions, l'empresa és propietat de United Technologies.
Els seus productes són emprats tant en aeronaus civils com en militars. És una de les tres companyies fabricants de motors per avions més gran. En els darrers anys destaquen el seu nou motor PW1100G per a avions de passatgers (com l'Airbus A320 Neo) i el motor de reacció F135 que és la planta motriu del nou caça furtiu Lockheed Martin F-35 Lightning II.
A més a més de motors d'aviació, Pratt & Whitney fabrica turbines per la indústria, la generació elèctrica, turbines marines, motors per trens i motors per ser utilitzats en coets espacials (a través de Pratt & Whitney Rocketdyne).

## Productes

### Motors d'aviació
- Pratt & Whitney R-2800 Double Wasp (1937)
- Pratt & Whitney JT3C (1950)
- Pratt & Whitney JT4A (1955)
- Pratt & Whitney JT3D (1958)
- Pratt & Whitney JT8D (1960)
- Pratt & Whitney JT9D (1966)
- Pratt & Whitney PW4000 (1984)
- Pratt & Whitney PW1000G (2008)

## Gran Premi d'Indianapolis 500

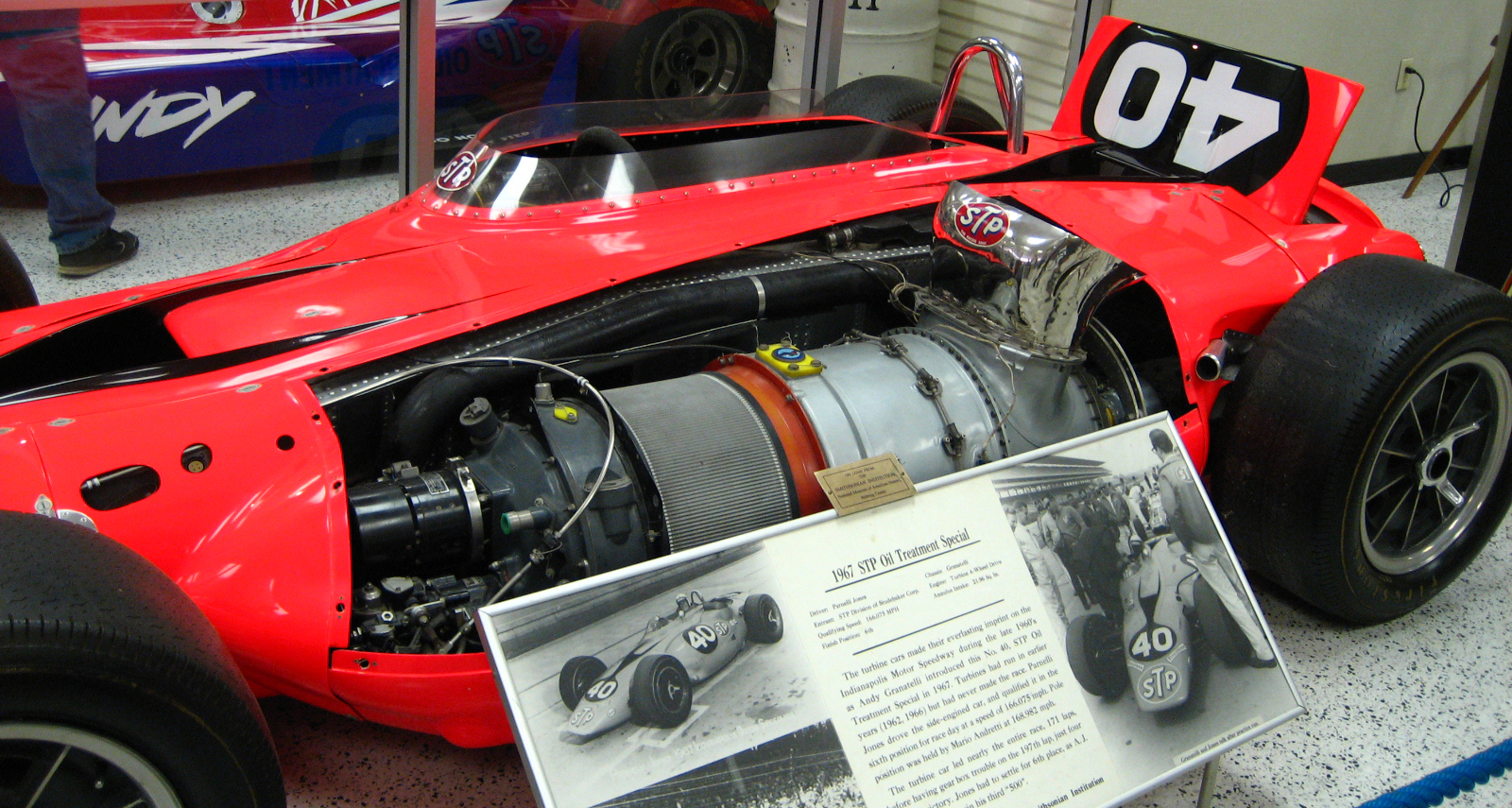
STP-Paxton Turbocar. 1967.

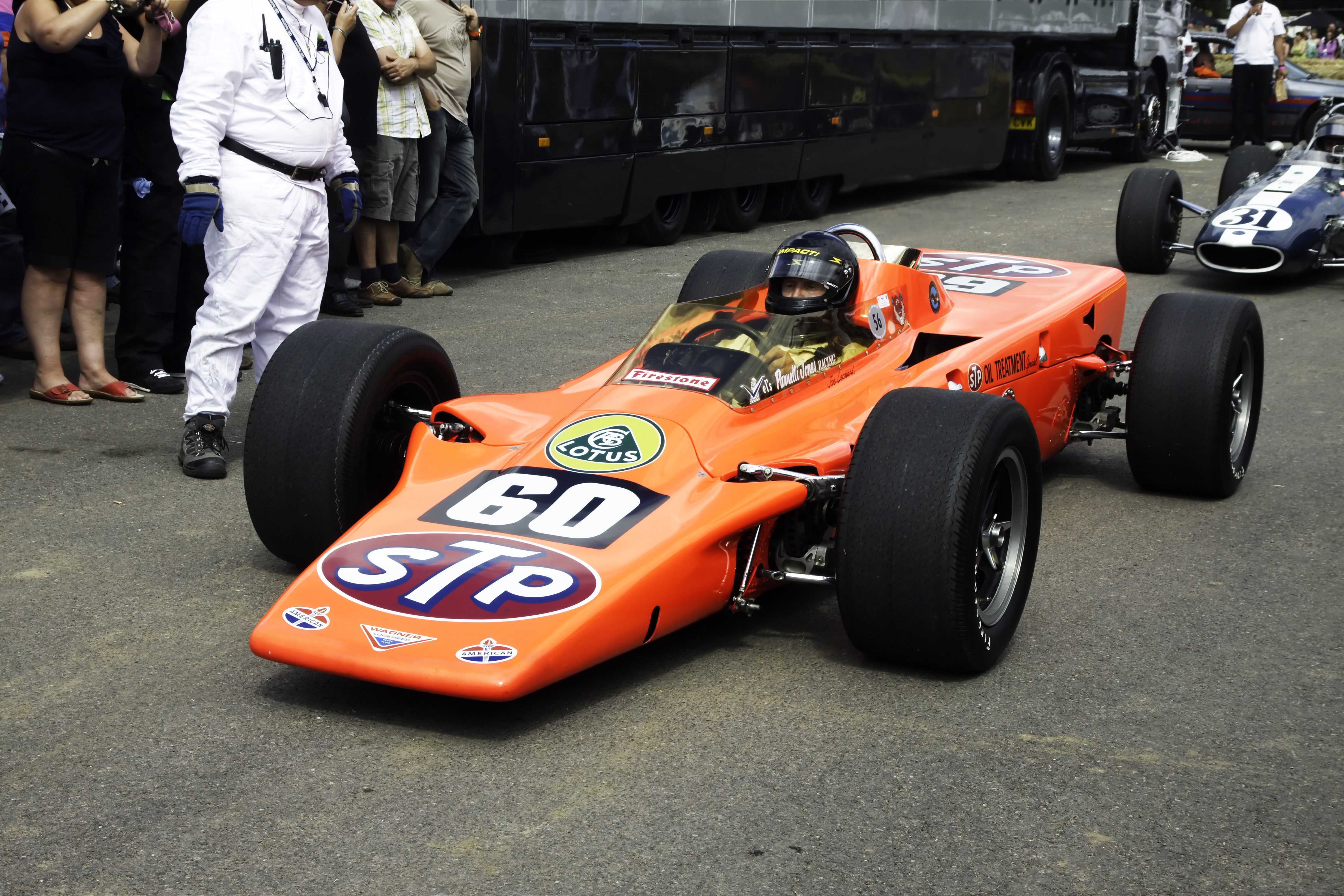
Lotus 56 STP Special.

L'any 1967, l'automòbil STP-Paxton Turbocar (amb motor de turbina Pratt & Whitney) dominava la cursa fins que, a 4 voltes del final, va haver d'abandonar per culpa d0un coixinet de transmissió.
L'any 1968 dos automòbils STP-Lotus 56, també de turbina, es qualificaren primer i segon en la graella de sortida. En la cursa s'hagueren de retirar.

## A la F1
A la temporada 1971, al GP dels Països Baixos va debutar a la cursa amb el pilot australià Dave Walker un monoplaça equipat amb motors de turbina Pratt & Whitney, no podent finalitzar la cursa.
Amb el pilot suec Reine Wisell van disputar el GP de Gran Bretanya de la mateixa temporada, finalitzant la prova en un tretzè lloc però no podent finalitzar la cursa.
Amb el pilot brasiler Emerson Fittipaldi van disputar el GP d'Itàlia de la mateixa temporada, finalitzant la prova en un vuitè lloc que va estar la millor classificació en una cursa dels motors Pratt & Whitney.

### Resum
| Curses: | Victòries: | Pòdiums: | Poles: | Voltes ràpides: | Punts: |
| ------- | ---------- | -------- | ------ | --------------- | ------ |
| 3       | 0          | 0        | 0      | 0               | 0      |